# Kebonbatur
Kebonbatur is een bestuurslaag in het regentschap Demak van de provincie Midden-Java, Indonesië. Kebonbatur telt 16.375 inwoners (volkstelling 2010).